# Jules Van Hevel
Jules Van Hevel (Koekelare, 10 de març de 1895 - Oostende, 21 de juliol de 1969) va ser un ciclista belga que fou professional entre 1919 i 1936.
En el seu palmarès destaquen unes vint-i-cinc victòries, entre les que destaquen el Tour de Flandes de 1920, la París-Roubaix de 1924, la Volta a Bèlgica de 1928 i el campionat nacional en ruta de 1920 i 1921.

## Palmarès
- 1919
  - 1r al Campionat de Flandes
- 1920
  -  Campió de Bèlgica en ruta
  - 1r al Tour de Flandes
  - 1r al Campionat de Flandes
  - Vencedor d'una etapa de la Volta a Bèlgica
- 1921
  -  Campió de Bèlgica en ruta
  - Vencedor d'una etapa de la Volta a Bèlgica
- 1922
  - 1r del Tour de Flandes Occidental
- 1923
  - 1r del Gran Premi de Brasschaat
  - 1r del Critèrium dels Asos
  - 1r del Circuit de les 3 viles germanes
  - 1r de la Haia-Arnhem-La Haia
  - 1r dels Sis dies de Brussel·les, amb César Debaets
- 1924
  - 1r a la París-Roubaix
  - 1r del Circuit de París
  - 1r del Critèrium dels Asos
- 1925
  - 1r dels Sis dies de Gant, amb César Debaets
- 1926
  - 1r del Circuit del Litoral
- 1927
  - 1r de la Hannover-Bremen-Hannover
  - 1r de la Berlín-Cottbus-Berlín
- 1928
  - 1r a la Volta a Bèlgica i vencedor d'una etapa
  - 1r del Circuit de les Regions Flamenques

### Resultats al Giro d'Itàlia
- 1921. Abandona